# Ray Wilson (piłkarz)
Ray Wilson, właśc. Ramon Wilson (ur. 17 grudnia 1934 w Shirebrook, zm. 15 maja 2018) – angielski piłkarz, lewy obrońca. Mistrz świata 1966.
Karierę zaczynał w Huddersfield Town FC. Zawodnikiem tego klubu został w 1952, w pierwszej drużynie debiutował w 1955. W 1964 odszedł do Everton FC, gdzie występował przez pięć sezonów (116 ligowych spotkań). Grał także w Oldham Athletic AFC oraz Bradford City AFC.
W reprezentacji Anglii debiutował w kwietniu 1960 w meczu przeciwko reprezentacji Szkocji. Brał udział w MŚ 62. Był najstarszym członkiem kadry na zwycięskie dla Anglii MŚ 66 i miał miejsce w podstawowym składzie. W 1968 zdobył brązowy medal mistrzostw Europy. W tym samym roku zakończył reprezentacyjną karierę z bilansem 63 spotkań (bez goli).
Wilson oraz trzej piłkarze West Ham United: Martin Peters, Geoff Hurst i Bobby Moore są przedstawieni na pomniku mistrzów świata 1966 – wzorowanym na fotografii wykonanej po finale, który stoi przed stadionem WHUu w Londynie.